# Frithjof Smith-Hald den äldre

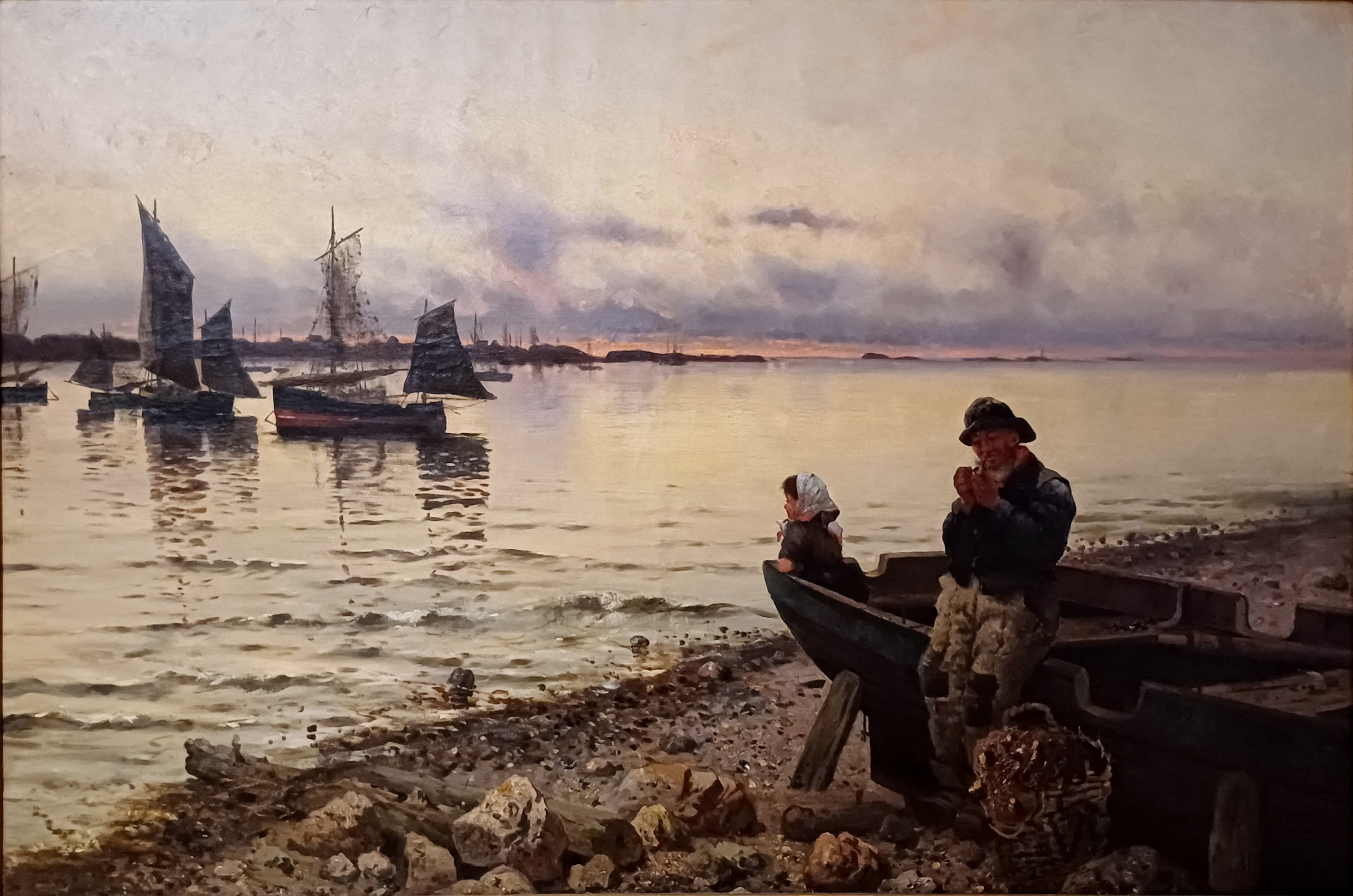
Smith-Halds målning Solnedgång över hamnen

Frithjof Smith-Hald, född 13 september 1846 i Kristiansand, Norge, död 11 mars 1903 i Chicago, var en norsk målare.
Han var son till justitiesekreteraren Christian Fredrik Smith och Karen Christine Hald och gift med Anna Ida Østrup Dahl samt far till Frithjof Smith-Hald (1879–1928), Bjørn Smith-Hald (1883–1964) och kompositören Helga Smith-Hald senare gift med George Edward Gouraud samt farfar till Frithjof Smith-Hald. Han studerade konst på Den kongelige tegneskole i Oslo 1865–1870 och vid Eckersbergs målarskola i Grensen samt för Hans Gude och Wilhelm Riefstahl vid konstakademien i Karlsruhe 1871–1873 och vid Kunstakademie Düsseldorf 1873–1878 där han anslöt sig till Düsseldorf konstnärskoloni. Efter sina studier slog sig ner i Paris 1878 och blev där en ledande person i Parissvenskarnas sällskapsliv och Norges mest namnkunniga landskaps- och salongsmålare vid tiden. På 1890-talet flyttade familjen till Bergen men redan 1895 flyttade man utomlands och bosatte sig slutligen i Antwerpen 1897. I Sverige medverkade han i Konstakademiens utställningar 1875 och 1877. Han reste på hösten 1902 till Minnesota där en utställning med hans konst visades men insjuknade och avled av en lungåkomma i Chicago 1903. Han konst består av skildringar från den Norska kusten och bohuslänska landskapsskildringar. Smith-Hald är representerad vid Göteborgs konstmuseum och Nationalmuseumsamt i ett flertal museer i Skandinavien och på kontinenten.